# Moneyball: Arta de a învinge
Moneyball: Arta de a învinge (în engleză Moneyball) este un film biografic american din 2011 regizat de Bennett Miller și avându-i în rolurile principale pe Brad Pitt, Jonah Hill și Philip Seymour Hoffman. Filmul a fost nominalizat la 6 premii Oscar printre care se află cel mai bun film, cel mai bun scenariu, cel mai bun actor pentru Brad Pitt și cel mai bun actor în rol secundar pentru Jonah Hill. Filmul este bazat pe cartea sub același nume⁠(d) publicată de Michael Lewis⁠(d) și care prezintă sezonul din 2002 al echipei de baseball Oakland Athletics⁠(d) și încercarea managerului general Billy Beane⁠(d) de a construi o echipă competitivă.

## Distribuție
- Brad Pitt: Billy Beane
- Jonah Hill: Peter Brand
- Philip Seymour Hoffman: Art Howe
- Robin Wright : Sharon
- Chris Pratt: Scott Hatteberg
- Stephen Bishop: David Justice